# Казе Петинела (Пескара)
Казе Петинела (итал. Case Pettinella) је насеље у Италији у округу Пескара, региону Абруцо.
Према процени из 2011. у насељу је живело 79 становника. Насеље се налази на надморској висини од 94 м.